# ناو ووراشیلوف
ناو ووراشیلوف (به انگلیسی: Soviet cruiser Voroshilov) یک کشتی بود که طول آن ۱۹۱٫۳ متر (۶۲۷ فوت ۷ اینچ) بود. این کشتی در سال ۱۹۳۷ ساخته شد.